# バイゾーン

1945以後のドイツの占領区域

バイゾーン (Bizone) または バイゾニア (Bizonia) は、第二次世界大戦後の占領下のドイツにおけるアメリカ合衆国とイギリスによる連合国による占領区域である。トライゾネシアンの歌が用いられた。後にフランスの占領区域を加えてトライゾーン (Trizone) またはトライゾニア (Trizonia) もしくはウェストゾーン (Westzone) になった。1949年、トライゾーンはドイツ連邦共和国（旧西ドイツ）になった。
1946年、ソビエト連邦がドイツの東側から工業化の進んだ西部への農産物の輸送を停止した。対抗策としてアメリカの軍の管理者であるルシアス・クレイ（Lucius D. Clay）はルール地方からソビエト支配地域への電力の供給を停止した。その結果、ソビエト連邦はアメリカの政策に反対する宣伝運動を展開して4つの地域に妨害を始めた。
アメリカとイギリスは、自らの占領地域に1947年1月1日「バイゾーン」を設け、ドイツ西部に新しい政治秩序の構築を要求した。これが、ドイツが東ドイツと西ドイツへ分断される最初の段階となった。

## 英国軍の展開
- イギリス占領地域
- イギリス陸軍ライン軍団（現在のドイツ駐留イギリス軍）
- ドイツ駐留イギリス空軍（英語版）

## アメリカ軍の展開
- 第7軍
- 第3軍
- 在欧アメリカ空軍